# Jiří Kodet

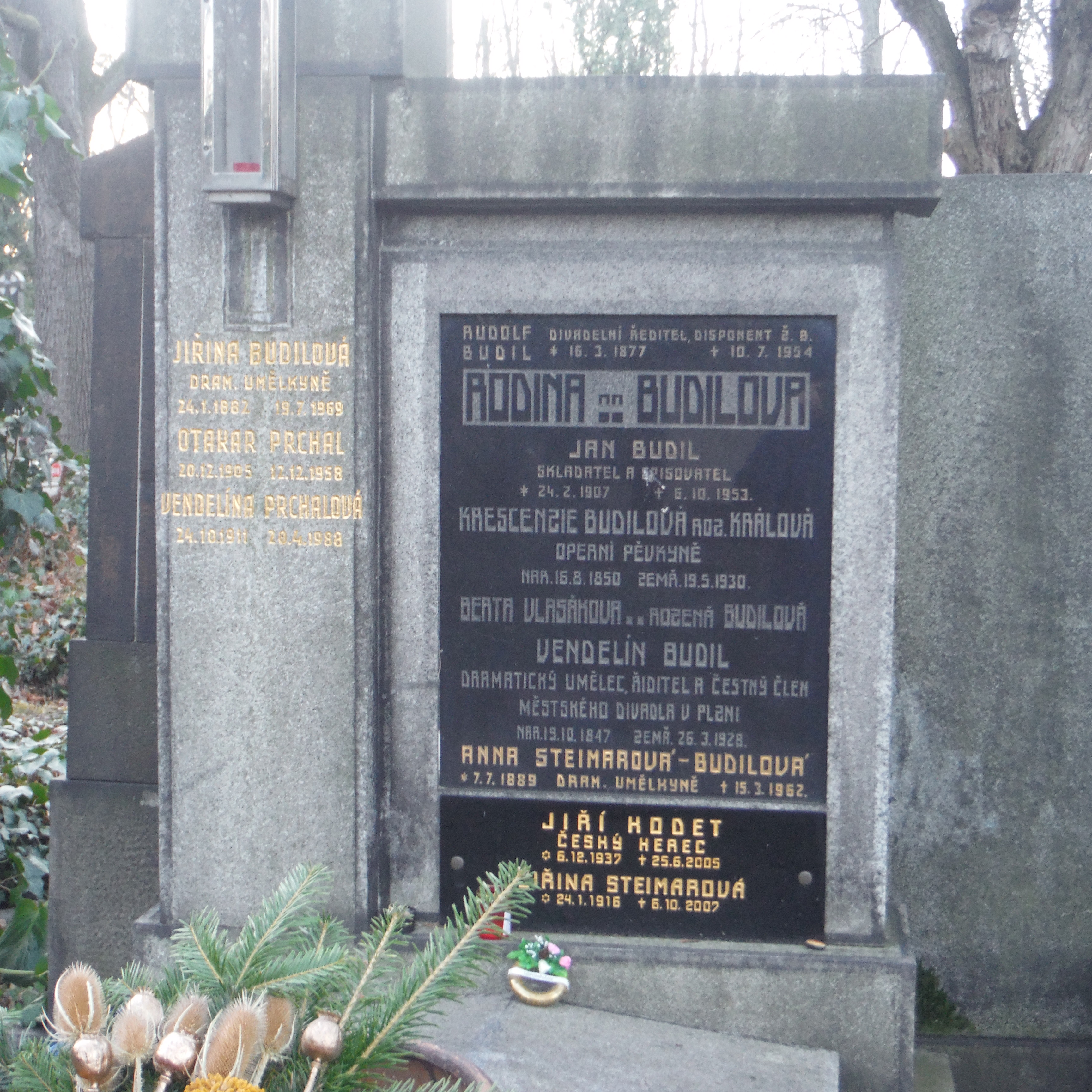
Hercův hrob na Olšanských hřbitovech

Jiří Kodet (6. prosince 1937 Praha – 25. června 2005 Praha) byl český herec.

## Život
Pocházel z velmi starého českého divadelnického rodu Steimarů a výtvarnického rodu Kodetů, byl synem české herečky Jiřiny Steimarové a sochaře Jana Kodeta. Po rozvodu rodičů se matka provdala za automobilového závodníka Jaroslava Juhana, který však emigroval. Toto mělo dopady na další studium Jiřího Kodeta, který byl vyloučen z gymnázia a na DAMU byl přijat až napodruhé.
Ještě před ukončením DAMU ze školy odešel a svoji divadelní kariéru započal ve Východočeském divadle v Pardubicích (1961–1962). V letech 1962–1964 byl v Uměleckém vojenském souboru, se základnou v Praze na Pohořelci. S tímto souborem sjezdil značnou část tehdejšího Československa. S ním byli v souboru mj. i jeho budoucí kolegové z Činoherního klubu, Jiří Hrzán, Jiří Zahajský a Petr Skoumal. V Pardubicích si jej vyhlédl Jan Kačer, který sestavoval soubor pro ostravské Divadlo Petra Bezruče. V Ostravě Kodet působil v letech 1963–1965, od roku 1966 hrál v pražském Činoherním klubu, kam část členů ostravského souboru přešla. V roce 1991 se stal členem činohry Národního divadla v Praze.
Ve filmu a v televizi si během svého života zahrál celou řadu drobných a epizodních rolí, výraznější byla snad jen role šaramantního a inteligentního vyšetřovatele kapitána Exnera ve filmu Smrt talentovaného ševce, přepisu detektivního románu Václava Erbena (1982, režie Jan Schmidt). Hlavní role se dostavily prakticky až v závěru jeho života zejména díky režiséru Janu Hřebejkovi, který jej obsadil do svého filmu Musíme si pomáhat, dříve také do filmu Pelíšky, což byl nakonec jeho vůbec nejúspěšnější film.
Byl dvakrát ženatý, s první manželkou Renatou (roz. Cihelkovou) měl dceru Karolínu, s druhou manželkou Soňou (roz. Murgašovou) měl dvě děti – syna Iana, který se věnuje rockové hudbě, herectví a dceru Barboru, která je herečkou.
Jeho bratr Kristian Kodet je malíř, sestra Evelyna Steimarová i neteř Anna Polívková jsou herečky.

## Divadelní role (výběr)
- 1967 N. V. Gogol: Revizor, Chlestakov, Činoherní klub, režie Jan Kačer
- 1978 Jaroslav Vostrý: Tři v tom, Ubaldo, Činoherní klub, režie Jiří Menzel
- 1982 N. V. Gogol: Hráči, Utěšitel, Činoherní klub, režie Ladislav Smoček
- 1991 William Shakespeare: Jak se vám líbí, Jacques, Národní divadlo, režie Ivan Rajmont

## Film
- 1960 – Vyšší princip
- 1964 – Atentát
- 1966 – Hotel pro cizince
- 1968 – Všichni dobří rodáci
- 1972 – Morgiana
- 1975 – Osvobození Prahy
- 1978 – Od zítřka nečaruji
- 1978 – Poplach v oblacích
- 1979 – Panelstory aneb Jak se rodí sídliště
- 1980 – Cukrová bouda – role: otec František Přibyl
- 1980 – Vrchní, prchni
- 1982 – Smrt talentovaného ševce (podle stejnojmenného románu, 1978)
- 1982 – Jak svět přichází o básníky
- 1983 – Svatební cesta do Jiljí
- 1984 – Rozpuštěný a vypuštěný
- 1985 – Čarovné dědictví
- 1986 – Veselé Vánoce přejí chobotnice
- 1986 – Chobotnice z II. patra
- 1987 – Šašek a královna
- 1987 – Jak básníkům chutná život
- 1997 – Knoflíkáři
- 1999 – Pelíšky
- 2000 – Musíme si pomáhat
- 2003 – Sentiment

## Televize
- 1969 Bližní na tapetě (TV cyklus mikrokomedií Malé justiční omyly) – role: Petr, přítel Libuše (1.příběh: Nactiutrhač)
- 1983 Návštěvníci (TV seriál) – role: kolotočář Eda Nehasil
- 1986 Grófinka (TV inscenace povídky) – role: Václav Hádek (falešný major Westermann)
- 1989 Smrt v kruhu (TV detektivka) – role: policejní inspektor Vrba

## Ocenění
- Medaile Za zásluhy 1. stupeň (2003)